# Saison cycliste 2003
Cette page rassemble les principales courses cyclistes du calendrier international de la saison 2003.

## Janvier
| Jour(s)  | Course                    | Catégorie | Vainqueur                                 |
| 21 au 26 | Tour Down Under Australie | 2.3       | Mikel Astarloza (AG2R Prévoyance) Espagne |

## Février
| Jour(s)    | Course                                        | Catégorie | Vainqueur                                        |
| 31/01 au 4 | Tour du Qatar Qatar                           | 2.3       | Alberto Loddo (Lampre) Italie                    |
| 31/01 au 9 | Tour de Langkawi Malaisie                     | 2.2       | Tom Danielson (Saturn) États-Unis                |
| 2          | Trofeo Mallorca Espagne                       | 1.3       | Isaac Gálvez (Kelme) Espagne                     |
| 2          | Grand Prix de la côte étrusque Italie         | 1.2       | Jaan Kirsipuu (AG2R Prévoyance) Estonie          |
| 3          | Trofeo Cala Millor Espagne                    | 1.3       | Alexandre Usov (Phonak) Biélorussie              |
| 4          | Trofeo Manacor Espagne                        | 1.3       | Allan Davis (ONCE) Espagne                       |
| 4          | Grand Prix d'ouverture La Marseillaise France | 1.3       | Ludo Dierckxsens (Landbouwkrediet) Belgique      |
| 5          | Trofeo Alcudia Espagne                        | 1.3       | Isaac Gálvez (Kelme) Espagne                     |
| 6          | Trofeo Calvia Espagne                         | 1.3       | Remmert Wielinga (Rabobank) Pays-Bas             |
| 5 au 9     | Étoile de Bessèges France                     | 2.3       | Fabio Baldato (Alessio) Italie                   |
| 12 au 16   | Tour méditerranéen France                     | 2.3       | Paolo Bettini (Quick Step-Davitamon) Italie      |
| 18         | Trofeo Laigueglia Italie                      | 1.2       | Filippo Pozzato (Fassa Bortolo) Italie           |
| 16 au 20   | Tour d'Andalousie Espagne                     | 2.3       | Ruslan Ivanov (Alessio) Modèle:🇲🇩                |
| 19 au 22   | Giro della Liguria Italie                     | 2.3       | Danilo Di Luca (Saeco) Italie                    |
| 19 au 23   | Tour de l'Algarve Portugal                    | 2.3       | Claus Michael Møller (Milaneza) Modèle:🇩🇰        |
| 19 au 23   | Tour de Rhodes Grèce                          | 2.3       | Bram Schmitz (Bankgiroloterij) Pays-Bas          |
| 22         | Tour du Haut-Var France                       | 1.2       | Sylvain Chavanel (Brioches la Boulangère) France |
| 23         | Classic Haribo France                         | 1.3       | Jaan Kirsipuu (AG2R Prévoyance) Estonie          |
| 23         | Trophée Luis Puig Espagne                     | 1.2       | Alessandro Petacchi (Fassa Bortolo) Italie       |

## Mars
| Jour(s)      | Course                                          | Catégorie | Vainqueur                                          |
| 25/02 au 1re | Tour de la Communauté valencienne Espagne       | 2.3       | Dario Frigo (Fassa Bortolo) Italie                 |
| 1            | Omloop Het Volk Belgique                        | 1.1       | Johan Museeuw (Quick Step-Davitamon) Belgique      |
| 1            | GP Chiasso Suisse                               | 1.3       | Giuliano Figueras (Panaria) Italie                 |
| 2            | Kuurne-Bruxelles-Kuurne Belgique                | 1.2       | Roy Sentjens (Rabobank) Pays-Bas                   |
| 2            | Clásica de Almería Espagne                      | 1.3       | Luciano Pagliarini (Lampre) Brésil                 |
| 2            | Grand Prix de Lugano Suisse                     | 1.3       | Frédéric Bessy (Cofidis) France                    |
| 5            | Le Samyn Belgique                               | 1.3       | Stefan van Dijk (Lotto-Domo) Pays-Bas              |
| 8            | Tour de la province de Reggio de Calabre Italie | 1.3       | Aitor González (Fassa Bortolo) Espagne             |
| 5 au 9       | Tour de Murcie Espagne                          | 2.3       | Javier Pascual Llorente (Kelme) Espagne            |
| 7 au 9       | Trois Jours de Flandre-Occidentale Belgique     | 2.3       | Jaan Kirsipuu (AG2R Prévoyance) Estonie            |
| 9            | Trofeo Pantalica Italie                         | 2.3       | Miguel Martin Perdiguero (Domina Vacanze) Espagne  |
| 11           | Trofeo dell'Etna Italie                         | 1.3       | Filippo Pozzato (Fassa Bortolo) Italie             |
| 9 au 16      | Paris-Nice France                               | 2.HC      | Alexandre Vinokourov (Deutsche Telekom) Kazakhstan |
| 14 au 16     | GP Erik Breukink Pays-Bas                       | 2.3       | Bert Roesems (Palmans) Belgique                    |
| 10 au 16     | Tirreno-Adriatico Italie                        | 2.HC      | Filippo Pozzato (Fassa Bortolo) Italie             |
| 19           | Nokere Koerse Belgique                          | 1.3       | Matthé Pronk (Bankgiroloterij) Pays-Bas            |
| 22           | Milan-San Remo Italie                           | CDM       | Paolo Bettini (Quick Step-Davitamon) Italie        |
| 20 au 23     | GP Rota do Marques Portugal                     | 2.3       | Cândido Barbosa (LA Pacol) Portugal                |
| 23           | Cholet-Pays de Loire France                     | 1.2       | Christophe Mengin (FDJeux.com) France              |
| 23           | Grand Prix Rudy Dhaenens Belgique               | 1.3       | Christophe Kern (Brioches la Boulangère) France    |
| 23           | Tour du Stausee Suisse                          | 1.3       | Uroš Murn (Formaggi Pinzolo) Slovénie              |
| 26           | À travers les Flandres Belgique                 | 1.2       | Robbie McEwen (Lotto-Domo) Australie               |
| 24 au 28     | Semaine catalane Espagne                        | 2.1       | Dario Frigo (Fassa Bortolo) Italie                 |
| 29           | Grand Prix E3 Belgique                          | 1.1       | Steven de Jongh (Rabobank) Pays-Bas                |
| 26 au 30     | Semaine internationale Coppi et Bartali Italie  | 2.3       | Mirko Celestino (Saeco) Italie                     |
| 29 au 30     | Critérium international France                  | 2.1       | Laurent Brochard (AG2R Prévoyance) France          |
| 28           | Flèche brabançonne Belgique                     | 1.2       | Michael Boogerd (Rabobank) Pays-Bas                |

## Avril
| Jour(s)  | Course                             | Catégorie | Vainqueur                                     |
| 1re au 3 | Trois Jours de La Panne Belgique   | 2.2       | Raivis Belohvoščiks (Marlux) Lettonie         |
| 4        | Route Adélie France                | 1.3       | Sébastien Joly (Jean Delatour) France         |
| 5        | Grand Prix Miguel Indurain Espagne | 1.2       | Matthias Kessler (Deutsche Telekom) Allemagne |
| 6        | Tour des Flandres Belgique         | CDM       | Peter Van Petegem (Lotto-Domo) Belgique       |